# Austrodascalia evansorum
Austrodascalia evansorum är en insektsart som beskrevs av Fletcher 1988. Austrodascalia evansorum ingår i släktet Austrodascalia och familjen Flatidae. Inga underarter finns listade i Catalogue of Life.